# Château de Carn Brea
Le château de Carn Brea est un bâtiment en pierre de granit classé du XIVe siècle qui est largement rénové au XVIIIe siècle en pavillon de chasse dans le style d'un château pour la famille Basset. Le bâtiment est à usage privé comme restaurant.

## Description
Le château est une petite folie en pierre décorée dans le style romantique idéal d'un château médiéval/gothique. Il présente un plan irrégulier avec quatre tourelles rectangulaires autour d'un noyau de même hauteur et un parapet crénelé. Le bâtiment est construit dans un grand affleurement de pierre avec une pente raide à l'arrière. Le bâtiment est conçu comme un pavillon de chasse plutôt qu'une habitation.

## Histoire

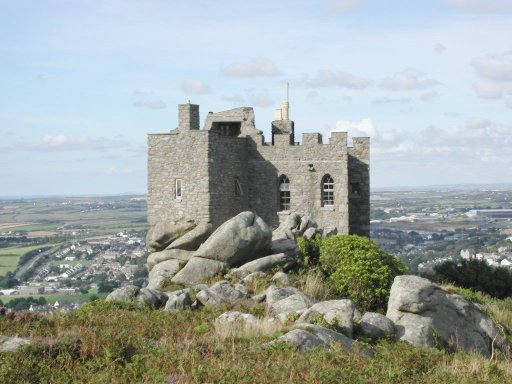
Côté ouest, photo prise en 1996.

Le château est construit à l'origine comme une chapelle, en 1379, censée être dédiée à Saint-Michel . L'antiquaire William Worcester rapporte qu'il y a 32 châteaux sur la péninsule de Cornouailles, dont Carn Brea qui est décrit comme une tour .
Le château est largement reconstruit dans les périodes ultérieures, principalement au XVIIIe siècle par la famille Basset en tant que pavillon de chasse . Il est considéré comme une folie, en raison des énormes rochers non taillés qui composent une partie de ses fondations, donnant l'impression que le bâtiment se fond dans le sol .
Son utilisation comme balise pour les navires est enregistrée en 1898 lorsqu'il est stipulé dans le bail, que le locataire accepte de placer une lumière dans la fenêtre orientée au nord. Le château a connu des périodes de délaissement et de délabrement dans les années 1950 à 1970, jusqu'à une rénovation privée en 1975-1980. Le bâtiment est classé par English Heritage au grade II répertorié en 1975 .
Dans les années 1980, le bâtiment est transformé en un restaurant de cuisine du Moyen-Orient .